# Robert Montgomery (poeta)
Robert Montgomery (ur. 1807, zm. 1855) – poeta angielski. Uprawiał poezję religijną. Jego dzieła cieszyły się niezwykłą popularnością wśród czytelników, choć były lekceważone przez krytykę. Najbardziej znanym utworem jest The Omni-presence of the Deity (Wszechobecność Bóstwa) z 1828 roku, który był wydawany kilkakrotnie w ciągu paru miesięcy. Napisał też poemat o Marcinie Lutrze. W jego ujęciu Luter to:
The solitary monk who shook the world
From pagan slumber, when the gospel trump
Thundered its challenge from his dauntless lips
In peals of truth.